# Okres Monthey
Okres Monthey (francouzsky District de Monthey) je jedním z okresů kantonu Valais ve Švýcarsku. Jeho sídlem je Monthey.

## Poloha
Okres se rozkládá v nejzápadnější části kantonu. Na východě sousedí s kantonem Vaud, na západě pak s Francií.

## Seznam obcí
| Znak            | Název obce      | Počet obyvatel (31. 12. 2022) | Rozloha (km²) | Hustota zalidnění (obyv./km²) |
| --------------- | --------------- | ----------------------------- | ------------- | ----------------------------- |
| Champéry        | Champéry        | 1350                          | 38,85         | 35                            |
| Collombey-Muraz | Collombey-Muraz | 9739                          | 29,75         | 327                           |
| Monthey         | Monthey         | 18 446                        | 28,70         | 643                           |
| Port-Valais     | Port-Valais     | 4397                          | 14,35         | 306                           |
| Saint-Gingolph  | Saint-Gingolph  | 988                           | 14,45         | 68                            |
| Troistorrents   | Troistorrents   | 4838                          | 36,96         | 131                           |
| Val-d’Illiez    | Val-d’Illiez    | 2146                          | 39,26         | 55                            |
| Vionnaz         | Vionnaz         | 2902                          | 20,95         | 139                           |
| Vouvry          | Vouvry          | 4473                          | 33,51         | 133                           |
| Celkem (9)      | Celkem (9)      | 49 279                        | 256,78        | 192                           |